# Caradrina montana
Caradrina montana is een vlinder uit de familie uilen (Noctuidae). De wetenschappelijke naam is voor het eerst geldig gepubliceerd in 1861 door Bremer.
De soort komt voor in Europa.